# Lispocephala flavibasis
Lispocephala flavibasis este o specie de muște din genul Lispocephala, familia Muscidae, descrisă de Stein în anul 1915.
Este endemică în Taiwan. Conform Catalogue of Life specia Lispocephala flavibasis nu are subspecii cunoscute.